# Herbert Finken
Herbert Finken (Colonia, 31 dicembre 1939 – 16 marzo 2024) è stato un calciatore tedesco, di ruolo difensore o centrocampista.

## Carriera
Cresciuto nel Colonia, nel 1962 passò agli olandesi dell'Heracles Almelo. Con la società di Almelo giocò due stagioni in massima serie, ottenendo come miglior piazzamento il tredicesimo posto nella Eredivisie 1963-1964.
Nel 1965 tornò in patria per giocare con il neopromosso Tasmania Berlino nella Fußball-Bundesliga 1965-1966. Durante la stagione Finken ricoprì svariati ruoli ma ciò non valse la salvezza del club, che retrocesse in cadetteria a causa dell'ultimo posto ottenuto.
Nel 1967 venne ingaggiato dagli statunitensi del Pittsburgh Phantoms dove però giocò solo tre incontri prima di essere ceduto ai New York Generals.
Nella prima stagione con i Generals, di cui divenne il capitano, si piazzò al terzo posto della Eastern Division della NPSL, mentre in quella seguente, che fu la prima stagione della NASL, ottenne il terzo posto dell'Atlantic Division.
Ritiratosi dal calcio giocato, ritornò nella sua natia Colonia.